# 체카바시

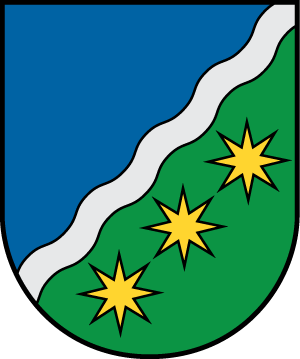
시 문장

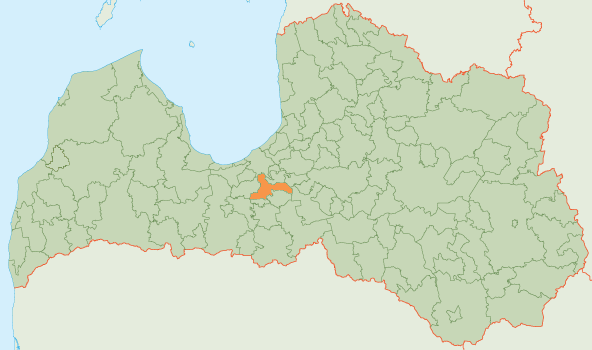
체카바 시의 위치

체카바시(라트비아어: Ķekavas novads)는 라트비아의 지방 자치체로 행정 중심지는 체카바이며 면적은 270.2km2, 인구는 20,945명(2009년 기준), 인구 밀도는 78명/km2이다. 1개 도시, 2개 교구를 관할한다.

## 같이 보기
- 라트비아의 행정 구역